# Åmot (Ockelbo)
Lingbo is een plaats in de gemeente Ockelbo in het landschap Gästrikland en de provincie Gävleborgs län in Zweden. De plaats heeft 306 inwoners (2005) en een oppervlakte van 145 hectare.